# NGC 1459
NGC 1459 is een balkspiraalstelsel in het sterrenbeeld Oven. Het hemelobject werd in 1886 ontdekt door de Amerikaanse astronoom Ormond Stone.

## Synoniemen
- PGC 13832
- ESO 482-43
- MCG -4-10-1
- IRAS 03448-2540